# Luotsisaari
Luotsisaari är en ö i Finland. Den ligger i Skärgårdshavet och i kommunen Salo i den ekonomiska regionen  Salo i landskapet Egentliga Finland, i den sydvästra delen av landet. Ön ligger omkring 40 kilometer öster om Åbo och omkring 110 kilometer väster om Helsingfors.
Öns area är 73 hektar och dess största längd är 2 kilometer i sydväst-nordöstlig riktning.